# Champignolles (Côte-d’Or)
Champignolles település Franciaországban, Côte-d’Or megyében. Lakosainak száma 79 fő (2022. január 1.). Champignolles Thomirey, Molinot, Saint-Pierre-en-Vaux, Saussey, Thury, Val-Mont és Lacanche községekkel határos.

## Népesség
A település népességének változása:
| Lakosok száma | 105  | 108  | 84   | 85   | 72   | 75   | 76   | 75   | 76   | 79   |
|               | 1968 | 1982 | 1990 | 2006 | 2013 | 2015 | 2017 | 2019 | 2020 | 2022 |